# Jean Baptist Baison

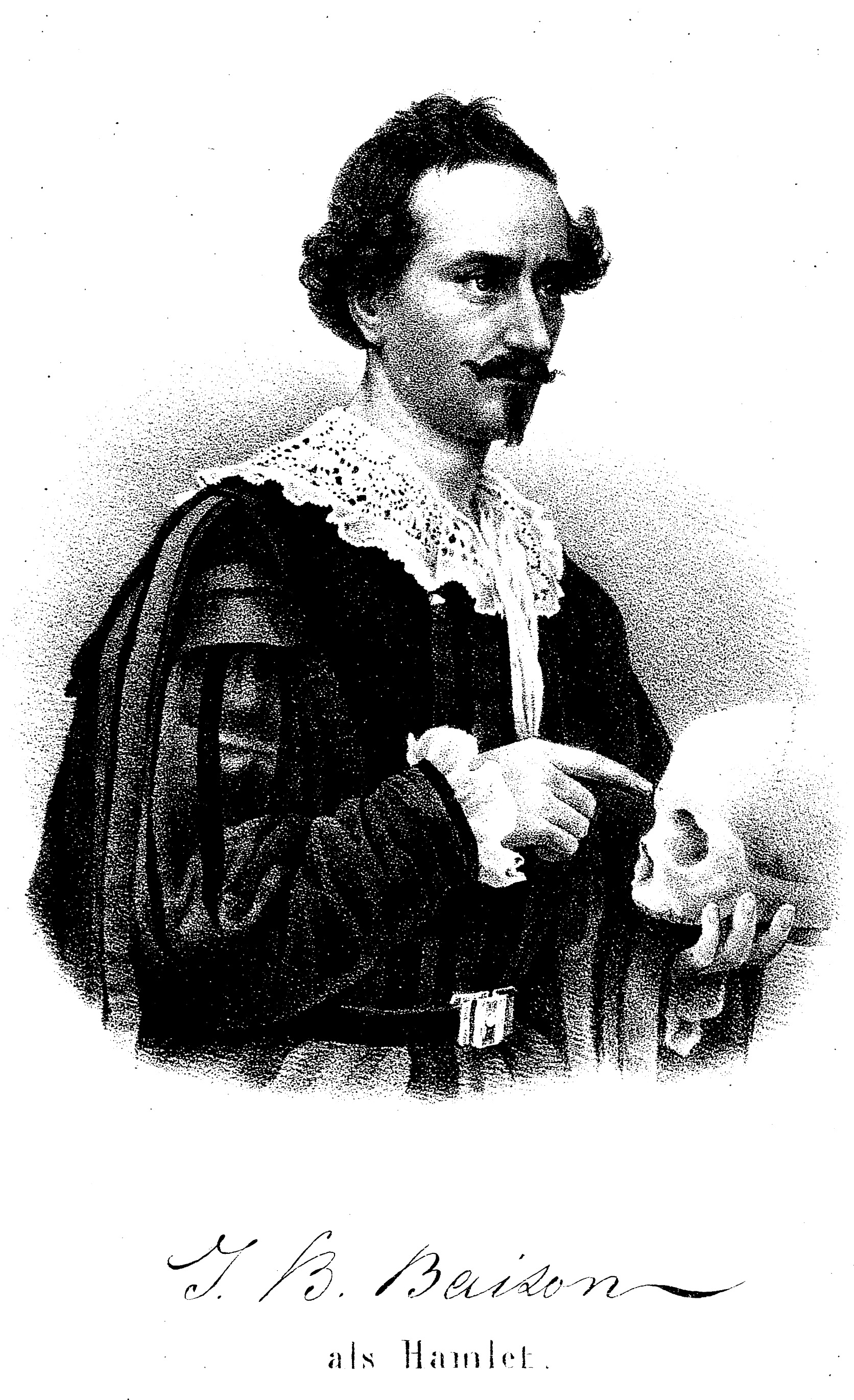
Jean Baptist Baison als Hamlet, Lithographie von Otto Speckter nach einer Daguerreotypie von Hermann Biow (Ottilie Assing, J. B. Baison, 1851, S. 106)

Jean Baptist Baison, auch Jean Baptiste Baison (* 24. Oktober 1812 in Hattersheim; † 13. Januar 1849) war ein deutscher Theaterschauspieler, -regisseur und Schriftsteller.

## Leben
Baison, Enkel eines wohlhabenden französischen Emigranten, wurde von seinen Eltern übermäßig streng erzogen. So musste er sich auch zuerst dem Wunsch seines Vaters beugen und sollte Priester werden. Vom Mainzer Gymnasium kam er in das bischöfliche Seminar.
Von unbezwinglicher Neigung für das Theater getrieben, entwich er heimlich im Februar 1831 und spielte anfangs unter dem Namen „Frühling“ bei einer Wandertruppe. Er durchwanderte Deutschland und die Schweiz als Schauspieler, Chorist, Souffleur und Theaterarbeiter, und er fing schon an zu zweifeln, ob seine Berufswahl richtig gewesen sei, da lernte er Amalie Haizinger kennen, die sich für ihn verwendete.
1833 feierte er erste Erfolge in Lauchstädt und Magdeburg.

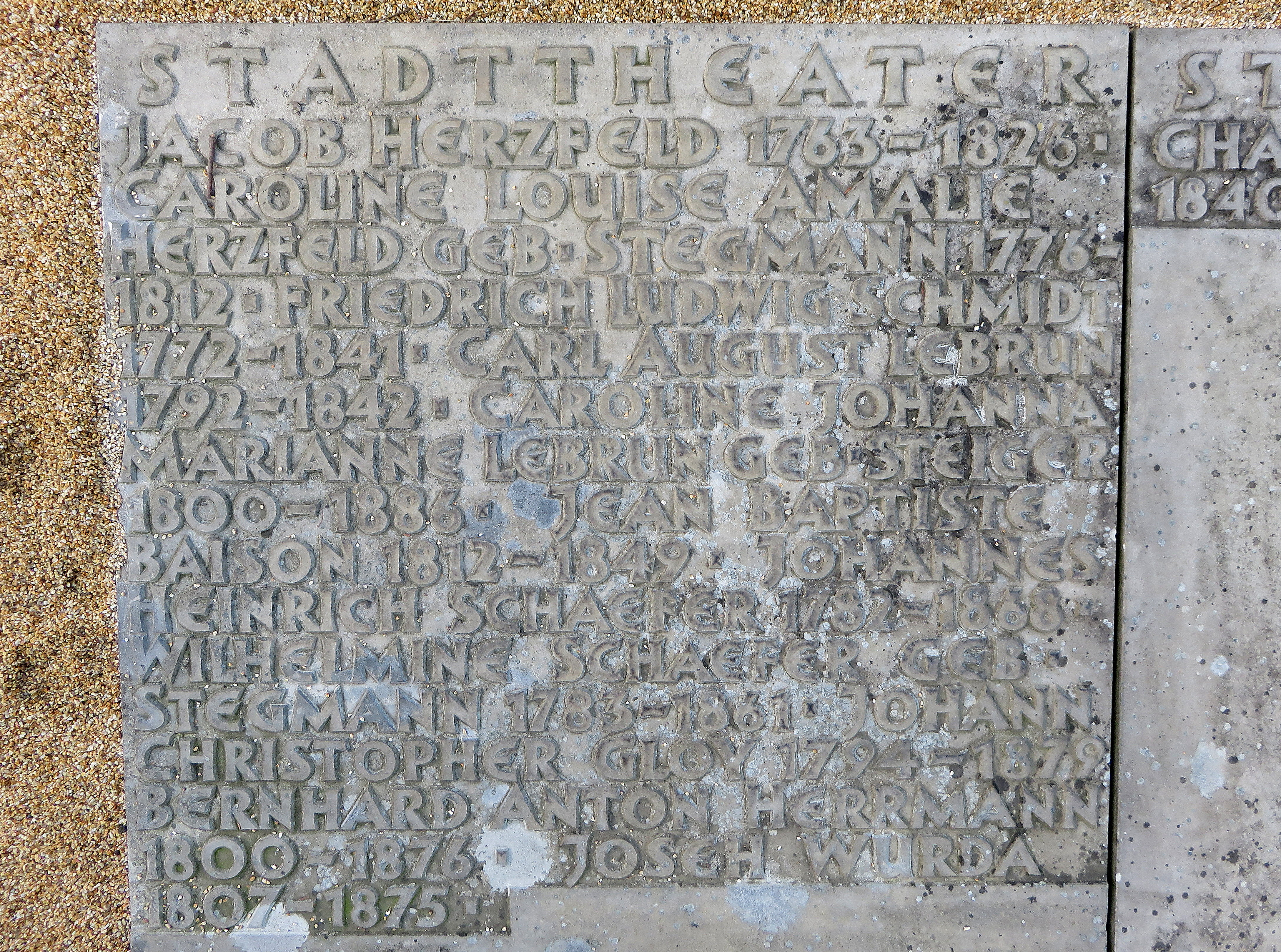
„Jean Baptist Baison“, Sammelgrabmal Stadttheater,
Friedhof Ohlsdorf

Von da ging er 1834 als Regisseur nach Danzig und wurde 1835 unter Friedrich Ludwig Schmidts Direktion am Stadttheater in Hamburg engagiert. Hier heiratete er 1836 die Schauspielerin Caroline Sutorius (1810–1875), damit war er auch der Schwager von Auguste Sutorius und Schwippschwager von Theodor Döring.
1837 machte er eine größere Gastspielreise nach Berlin, Breslau, Dresden, Prag, Wien. 1838 nahm er eine Anstellung am Dresdener Hoftheater an, welches ihm aber neben Emil Devrient keinen genügenden Wirkungskreis bot. Er kehrte deshalb, von Schmidt berufen, nach Hamburg zurück. Nach dessen Tode 1841 verließ er seine Stellung wiederum und erwarb sich in Frankfurt am Main einen guten Ruf. 1844 kam er zum dritten Male nach Hamburg. Nach dem Rücktritt der Direktion Mühling-Cornet übernahm er 1847 mit Chéri Maurice, später mit Josef Wurda die Direktion des Hamburger Stadttheaters. 1848 erkrankte Baison schwer an einem hitzigen Fieber, das ihm den Tod brachte.
An Jean Baptiste Baison wird im Bereich des „Althamburgischen Gedächtnisfriedhofs“ des Hamburger Ohlsdorfer Friedhofs auf der linken Hälfte der Doppel-Sammelgrabmalplatte „Stadttheater“ erinnert.

## Zeitgenössische Rezeption
„B. war ein gebildeter, der neuen Litteratur, welche dem Theater sich zuwendete, eifervoll ergebener Künstler und Director. Mit Gutzkow, Prutz und Gottschall war er persönlich befreundet und förderte mit Rath und That deren dramatische und dramaturgische Thätigkeit. Auch als Schriftsteller fing er an sich geltend zu machen, als der Tod seinem noch hoffnungsreichen Leben ein Ziel setzte. Er war ein feuriger, mit ausdrucksvollen Zügen und schönem Sprachorgan begabter Darsteller von Helden- und Liebhaberrollen, denen er ein mehr theatralisches Gepräge zu verleihen wußte, als es die landläufige Uebung mit sich brachte. Hätte ihm das Geschick eine längere Lebensdauer beschieden, so wäre er wol ohne Zweifel von großer Bedeutung für die Entwicklung deutschen Schauspiels geworden. Seine Spielweise bezeichnete einen ähnlichen Gegensatz zur idealisirend-declamatorischen Manier Emil Devrient’s, wie er später durch Dawison scharf ausgeprägt wurde.“